# Astrolabia furcata
Astrolabia furcata is een hydroïdpoliep uit de familie Halopterididae. De poliep komt uit het geslacht Astrolabia. Astrolabia furcata werd in 1937 voor het eerst wetenschappelijk beschreven door Fraser. 